# Озен (село)
Озен (каз. Өзен, до 2018 г. — Раздольное) — село в Зерендинском районе Акмолинской области Казахстана. Входит в состав Кусепского сельского округа. Код КАТО — 115647400.

## География
Село расположено на берегу реки Шагалалы, на северо-востоке района, в 83 км на северо-восток от центра района села Зеренда, в 4 км на северо-восток от центра сельского округа села Оркен.

### Улицы
- ул. Восточная,
- ул. Зеленая,
- ул. Комсомольская,
- ул. Ленина,
- ул. Набережная,
- ул. Оразова,
- ул. Речная,
- ул. Сорокоумова,
- ул. Целинная,
- ул. Юбилейная.

### Ближайшие населённые пункты
- село Оркен в 4 км на юго-западе,
- село Жамбыл в 11 км на юго-востоке,
- село Обуховка в 16 км на северо-западе.

## Население
В 1989 году население села составляло 1353 человек (из них казахов 33%, русских 21%).
В 1999 году население села составляло 876 человек (435 мужчин и 441 женщина). По данным переписи 2009 года, в селе проживало 617 человек (299 мужчин и 318 женщин).
| Численность населения | Численность населения | Численность населения |
| 1989                  | 1999                  | 2009                  |
| --------------------- | --------------------- | --------------------- |
| 1353                  | ↘876                  | ↘617                  |